# موش جنگلی گلوسفید
موش جنگلی گلوسفید (نام علمی: Neotoma albigula) نام یک گونه از سرده موش کپه‌ساز است.